# Quadrato (militare)

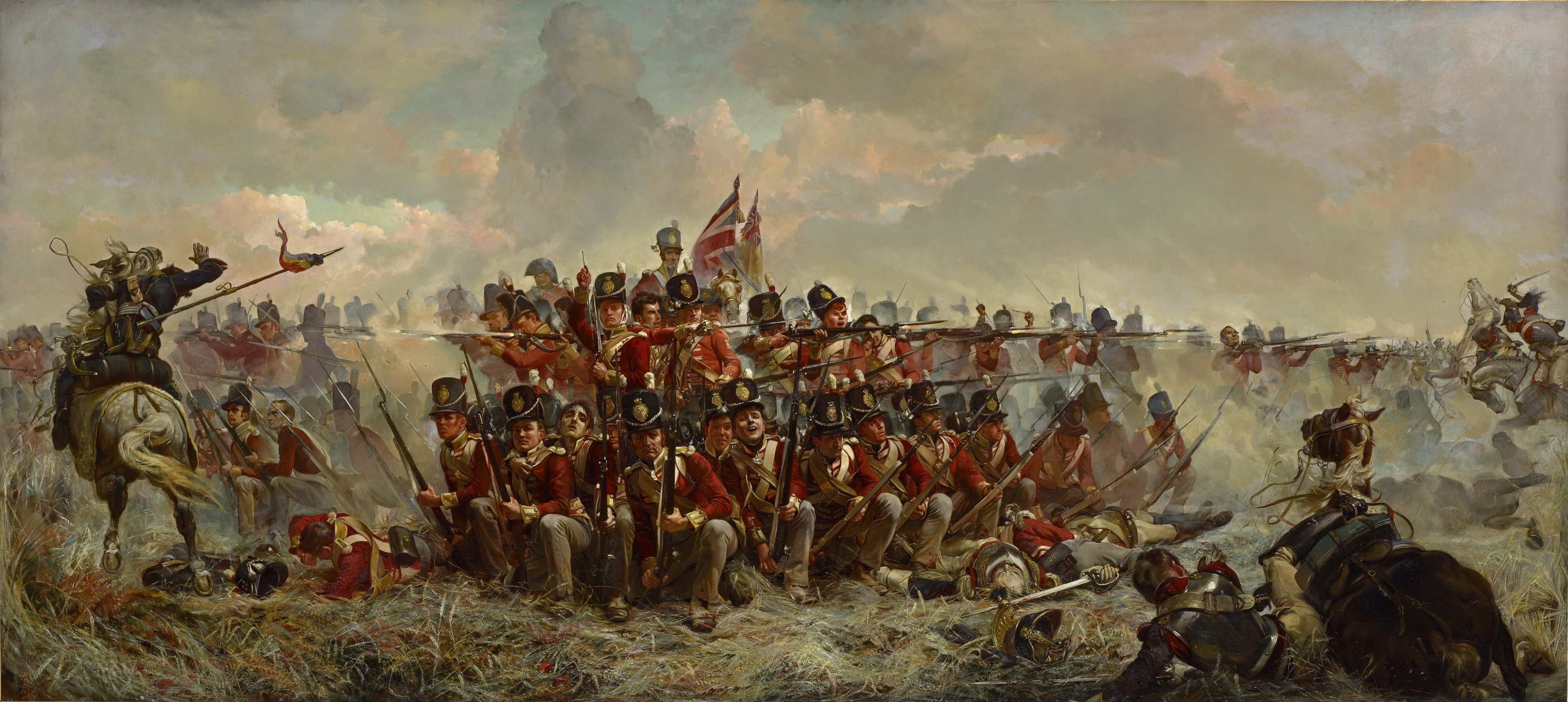
Un quadrato delle guerre napoleoniche nel quadro The 28th Regiment at Quatre Bras (il 28º reggimento a Quatre-Bras) di Elizabeth Thompson.

Storicamente un quadrato  è una formazione di combattimento di tipo difensiva, assunta da un'unità (generalmente di fanteria) in ordine chiuso quando viene minacciata da attacchi di cavalleria o di altra fanteria. Con lo sviluppo delle armi da fuoco successive alle guerre napoleoniche e con la riduzione della rilevanza tattica della cavalleria questa formazione è stata considerata obsoleta fin dalla Guerra civile americana, ed è rimasta in uso solo nelle guerre coloniali, in cui le potenze europee si confrontavano con popolazioni dotate di armamento nettamente inferiore.

## Origini
La formazione si trova già descritta da Plutarco ed utilizzata dai legionari romani. In particolare le legioni romane utilizzarono una massiccia formazione a quadrato nella battaglia di Carre contro i parti, il cui esercito comprendeva una larga aliquota di cavalleria pesante. Questa formazione non deve essere confusa con la testuggine (testudo), somigliante a un quadrato, ma realizzata per difendersi dalle armi da getto, come le frecce. Queste formazioni tuttavia erano sostanzialmente diverse dalle successive formazioni in quadrato, in quanto non erano usate per respingere la cavalleria. Queste formazioni erano usate in condizioni di emergenza se i romani erano disorganizzati o colti di sorpresa. I legionari si formavano in quadrato con il comandante al centro, in questo modo potevano prendere respiro ed organizzarsi per una controffensiva.
Il quadrato fu rivisto nel XIV secolo sotto la forma dello schiltron e successivamente apparve come il quadrato di picchieri o tercio e fu largamente usato sia nelle guerre rivoluzionarie francesi sia nelle guerre napoleoniche.

## Formazione del quadrato
Come usato nelle guerre napoleoniche, la formazione era costituita da un quadrato, o talvolta un rettangolo, vuoto al centro, con ogni lato composto da due o più linee di soldati armati di moschetto a colpo singolo o di fucile con la baionetta inastata. Generalmente un battaglione (composto di 500-1000 uomini) era la forza più piccola capace di formare un quadrato. Il comandante con le bandiere dell'unità era al centro, insieme a una forza di riserva per rinforzare un lato del quadrato eventualmente indebolito dagli attacchi. Un quadrato di 500 uomini su quattro file come quelli formati a Waterloo dall'esercito di Wellington era una formazione molto densa con i lati di lunghezza circa venti metri.
Una volta organizzata in quadrato la fanteria poteva agire col fuoco sul nemico (generalmente di cavalleria) in avvicinamento sia per fila sia per colonna. Nelle azioni per ottenere il successo la fanteria spesso tratteneva il fuoco finché le unità che caricavano giungevano a 30 metri dai lati del quadrato. Le perdite provocate agli attaccanti in alcuni casi formavano pile di uomini e cavalli feriti o morti che impedivano attacchi ulteriori.
Un fuoco non disciplinato o prematuro da parte della fanteria sarebbe stato inefficace contro la cavalleria attaccante ed avrebbe lasciato i fanti con i moschetti scarichi. I cavalieri avrebbero quindi potuto approssimarsi a breve distanza mentre la fanteria stava ricaricando le armi, da dove avrebbero potuto sparare alla fanteria con le pistole, colpirli con le sciabole o infilzarli con le lance a seconda dell'armamento di cui erano forniti.
Sparare troppo tardi (con la cavalleria a distanza di meno di 20 metri), anche se più efficace nel colpire i bersagli, avrebbe potuto far sì che un cavallo, sia pure ferito a morte, potesse piombare sulla prima fila della fanteria provocando un'apertura e permettendo ai cavalieri sopravvissuti di entrare nel quadrato e romperlo dall'interno.
Mentre era vitale per i quadrati sostenere con fermezza la carica, non erano tuttavia formazioni statiche. I comandanti più astuti potevano, su un terreno adatto, manovrare i quadrati per concentrare il fuoco o anche intrappolare la cavalleria, come fecero i francesi contro gli ottomani al monte Tabor (1799). I quadrati avrebbero dovuto essere organizzati a scacchiera per ridurre al minimo la possibilità che i colpi di un quadrato danneggiassero accidentalmente i soldati di un quadrato diverso.
A Waterloo (1815) i quadrati su quattro file delle forze alleate sostennero undici cariche di cavalleria (non sostenute né da fanteria né da artiglieria a cavallo). A Lützen (1813), nonostante l'appoggio della fanteria e dell'artiglieria leggera, la cavalleria alleata non riuscì a sfondare i quadrati francesi, composti da truppe non addestrate. In modo simile furono visti sforzi impressionanti da parte della fanteria a Jena-Auerstadt, (1806), Pulstuk (1806), Fuentes de Oñoro (1811) e nella prima battaglia di Krasnoi (14 agosto 1812). Se un quadrato era sfondato, come successe a Rio Seco (1808), la fanteria subiva gravi perdite, sebbene fanti valorosi e ben disciplinati potessero riprendersi anche da un simile disastro.

## Sfondare un quadrato
La cavalleria attaccante può tentare di "sfondare un quadrato" provocandone la perdita della coesione, sia caricando per indurre truppe di fanteria poco disciplinate a fuggire prima di giungere a contatto o provocando perdite nel combattimento corpo a corpo.
Le cariche di cavalleria erano effettuate in formazioni fortemente serrate e spesso miravano agli spigoli del quadrato, che rappresentavano il punto più debole della formazione. Potevano essere usate anche finte e falsi attacchi per fare in modo che la fanteria "sprecasse il fuoco", costringendola a sparare in anticipo. Tuttavia, se i fanti erano ben disciplinati e mantenevano la loro posizione, non si poteva realizzare il sogno dei cavalieri di "trasformare un quadrato in una rovina sanguinosa", e tale evento può essere considerato l'eccezione più che la regola nella storia militare.
Invece il modo più efficace per rompere un quadrato era non attraverso un attacco diretto della cavalleria, ma con l'uso dell'artiglieria. Per essere realmente efficace questo tiro di artiglieria doveva essere effettuato da breve distanza. Un quadrato di fanteria di 20 metri di lato era un bersaglio piccolo e difficile per l'artiglieria campale che sparava da entro o poco di fronte alle linee del suo esercito, tipicamente ad una distanza di 600 metri o più, distanza a cui la maggior parte dei colpi mancava il bersaglio. Invece, gli attaccanti generalmente tentavano di schierare l'artiglieria a cavallo che accompagnava la cavalleria. La presenza della cavalleria costringeva la fanteria a schierarsi a quadrato, ma i fanti in formazione serrata diventavano allora bersagli per l'artiglieria. La coesione del quadrato si rompeva sotto il fuoco e la cavalleria poteva facilmente trovare l'occasione per il suo attacco.
Attacchi combinati di fanteria e cavalleria potevano avere lo stesso effetto, la fanteria in quadrato veniva posta in una situazione difficile o di formare il quadrato e quindi essere fatta a pezzi dal tiro della fanteria attaccante (che normalmente era schierata in linea) o di essere travolta dalla cavalleria se decideva di restare in linea mentre scambiava salve con la fanteria attaccante.
Inoltre, se la cavalleria poteva arrivare a contatto di un'unità di fanteria prima che questa formasse il quadrato in modo corretto, i cavalieri potevano generalmente infliggere gravi perdite, se non addirittura distruggere completamente l'unità. La battaglia di Quatre-Bras (1815) vide diversi esempi di questa situazione, con diverse unità britanniche sorprese a breve distanza dalla cavalleria francese nascosta dal terreno. Altre circostanze che potevano portare ad un attacco della cavalleria con successo comprendeva improvvisi temporali che bagnavano le polveri riducendo quindi le loro armi in realtà a picche molto corte, o cavalli feriti mortalmente che in pieno galoppo piombavano sul quadrato, aprendo un varco che poteva essere sfruttato, come avvenuto nella battaglia di Garcia Hernandez, poco dopo la battaglia di Salamanca (1812).

## Uso dei quadrati dopo le Guerre napoleoniche

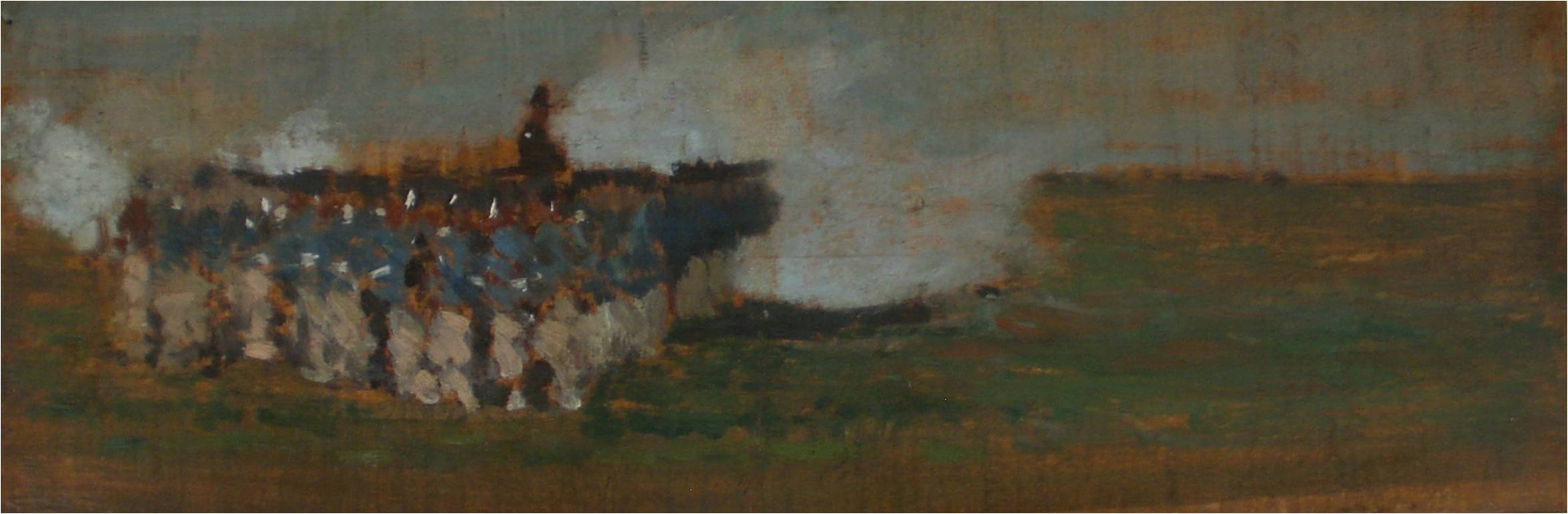
Il Quadrato di Villafranca, battaglia di Custoza, 24 giugno 1866, Terza guerra d'Indipendenza

Il quadrato continuò ad essere usato come formazione da parte di eserciti europei contro formazioni irregolari di guerrieri fino alla fine del XIX secolo nelle azioni coloniali. Tuttavia questa formazione aveva caratteristiche diverse da quelle che aveva nel corso delle Guerre napoleoniche:
(EN)  «The new square was not simply infantry in static defence but a large, close-packed formation of some 1,000 to 1,500 men, capable of slow movement with ranks of infantry or cavalry forming the four sides and artillery, wheeled machine guns, transport carts, baggage animals and their handlers in the centre. Such a square could only survive where the enemy were without modern firearms.»
(IT)  «Il nuovo quadrato non era più semplicemente una fanteria che si difendeva staticamente, ma una grande e densa formazione di un numero di uomini variabile fra 1000 e 1500, capace di muovere lentamente con file di fanteria e cavalleria che formavano i quattro lati e artiglieria, mitragliatrici ruotate, carrette da trasporto, animali da soma ed i relativi guidatori al centro. Un simile quadrato poteva sopravvivere solo se il nemico era privo di armi da fuoco moderne.».
Nella battaglia di Custoza nel corso della Terza guerra di indipendenza italiana i cavalieri del Reggimento lancieri di Aosta si disposero in quadrato presso Villafranca per difendersi dagli ulani austriaci che caricavano.

### Uso nelle campagne coloniali

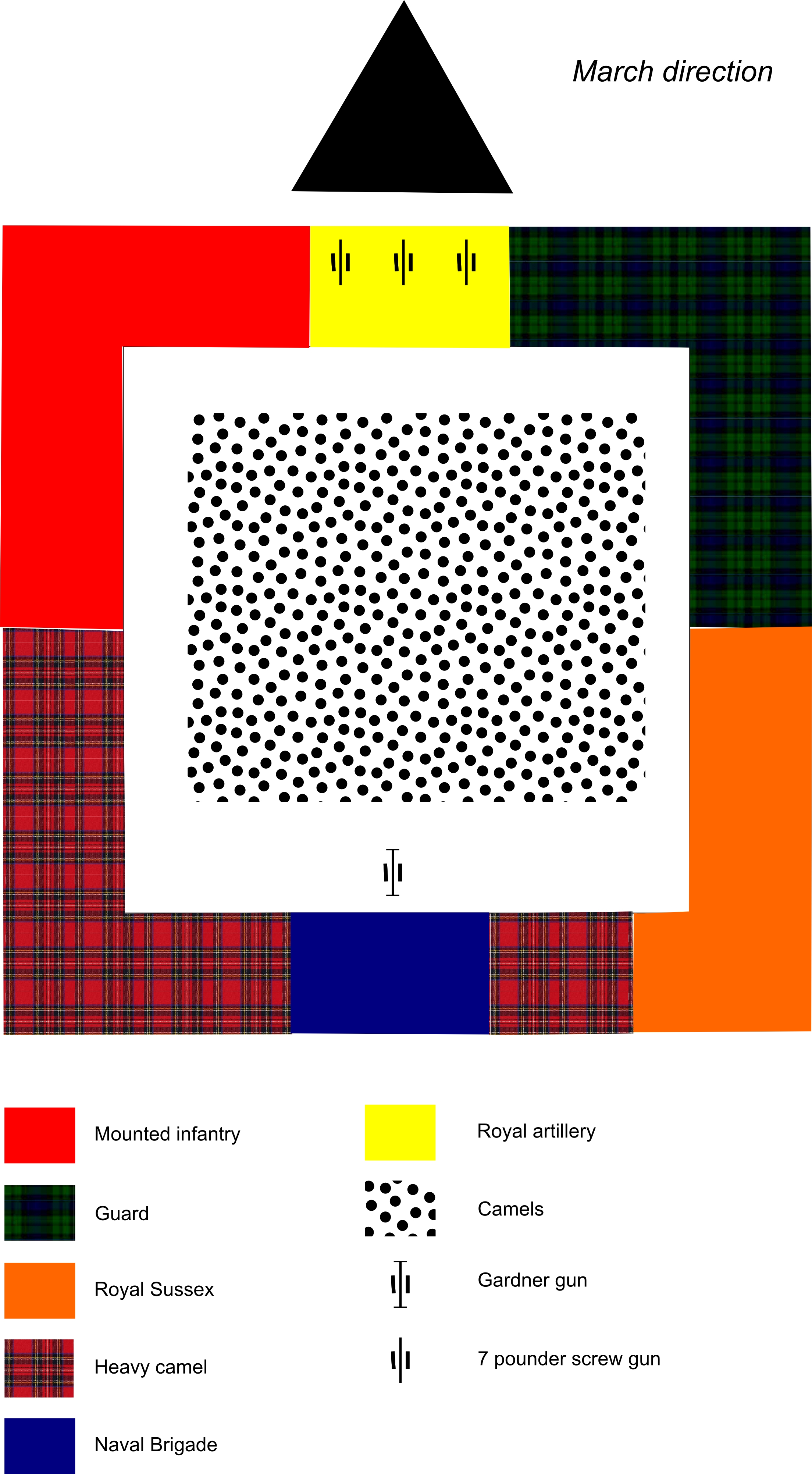
La composizione reggimentale del quadrato ad Abu Klea

In una grande battaglia delle guerre coloniali un quadrato britannico resistette per due giorni in un'area isolata presso il lago Vittoria, respingendo gli attacchi di truppe locali equipaggiate con armamento francese, fino all'arrivo di rinforzi.
Il 7 febbraio 1857, nella Guerra anglo-persiana, la cavalleria indiana attaccò e ruppe un quadrato persiano nella battaglia di Khushab. Solo venti dei cinquecento soldati del quadrato scamparono alla rotta.
Nella guerra anglo-zulu, dopo la battaglia di Isandlwana dove i guerrieri zulu sopraffecero le formazioni in linea delle forze coloniali britanniche fortificate in modo insufficiente, furono usati i quadrati di fanteria nella maggior parte delle battaglie principali, come a Gingindlovu e nella decisiva battaglia di Ulundi per contrastare le cariche a massa del nemico.
Kipling nella poesia "Fuzzy-Wuzzy" presenta due battaglie della Guerra mahdista, a Tamai nel 1884 e ad la Abu Klea  nel 1885, dove i quadrati di fanteria furono in parte sfondati, tuttavia le perdite britanniche rimasero molto basse in confronto a quelle dei mahadisti.
Nel 1936, nel corso della Guerra d'Etiopia le truppe italiane formarono un quadrato di fanteria per difendersi da un possibile contrattacco etiopico nella battaglia dello Scirè, sebbene non sia stato lanciato nessun contrattacco.

### Uso fuori dall'Europa

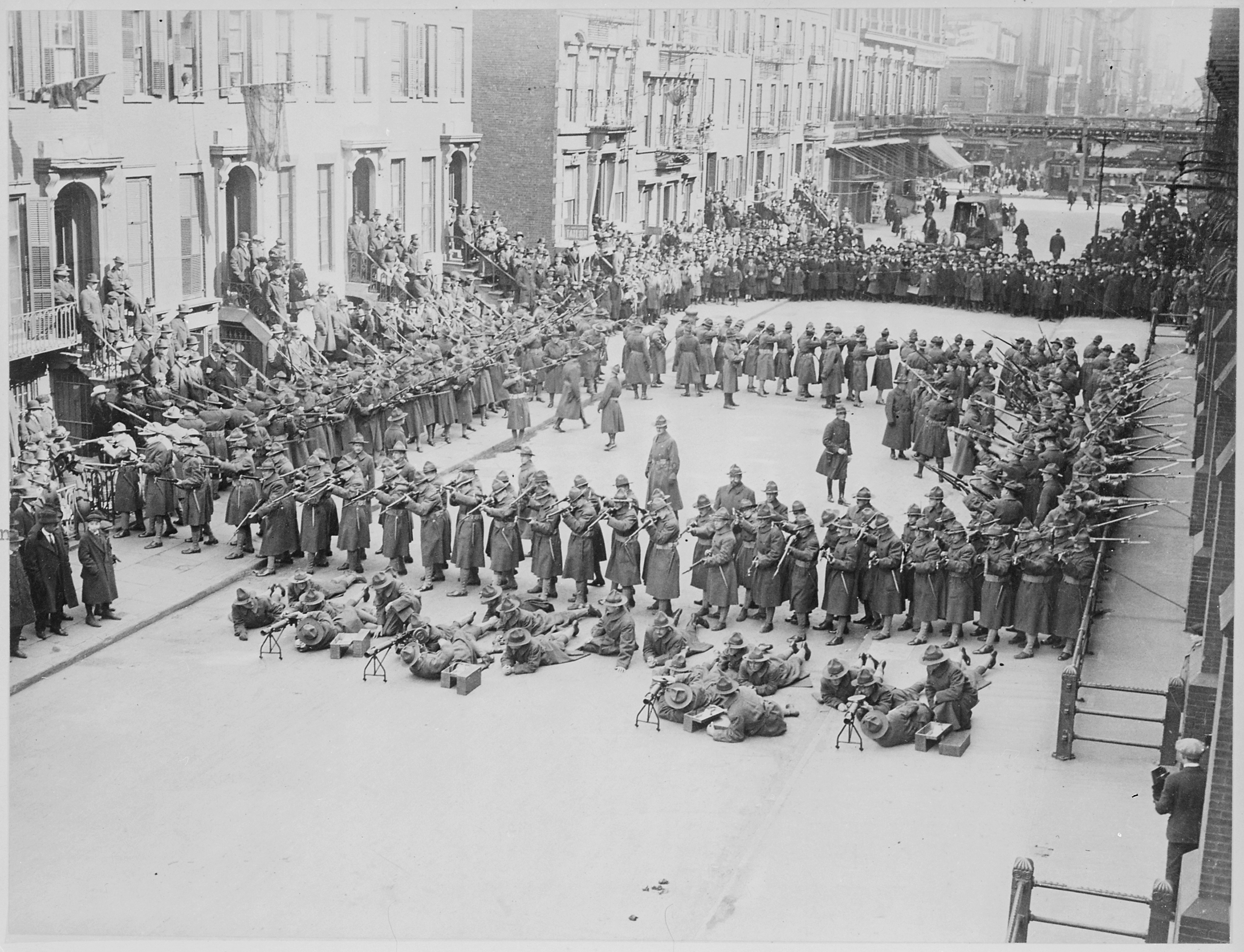
Un battaglione dell'Artiglieria costiera dell'US Army mostra la formazione a quadrato cavo da utilizzare nel caso di sommosse urbane, 1918.

Nel corso della Guerra civile americana il quadrato di fanteria fu usato solo in poche occasioni, il caso più notevole fu quello in cui, nella battaglia di Rowlett's Station, 17 dicembre 1861, dove il 32nd Indiana Volunteers Infantry contrastò i Terry's Texas Rangers. Una compagnia di volontari del Colorado formò il quadrato quando fu caricata dai lancieri del 5th Texas Mounted Rifles nella battaglia di Valverde il 21 febbraio 1862.
In altre occasioni come a Gettysburg ed al Chickamauga le unità di cavalleria fintarono la preparazione di una carica per costringere la fanteria avanzante ad arrestare l'avanzata e formare il quadrato.
Nel 1867, una delle prime battaglie del 10º Reggimento Cavalleria US fu la battaglia del fiume Saline. Questa battaglia avvenne a 40 km a nordovest di Fort Hays nel Kansas alla fine dell'agosto 1867. Il capitano Geroge Armes della compagnia F, 10th Cavalry,  mentre seguiva una traccia fresca lungo il fiume Saline fu circondato da circa 400 guerrieri Cheyenne a cavallo. Armes formò un quadrato cavo, con le cavalcature al centro. Cercando una migliore posizione difensiva Armes spostò il suo comando mantenendo la formazione difensiva a quadrato. Dopo 8 ore di combattimento, aver sparato 2000 colpi ed essersi spostato di 24 km i Cheyenne ruppero il contatto e si ritirarono. La compagnia F, priva di rinforzi, completò i 182 km di movimento nelle 30 ore di pattugliamento, percorrendo gli ultimi 16 km verso Fort Hays con un solo soldato ucciso in azione. Il capitano Armes commentò in seguito: "È il più grande miracolo del mondo che le mie truppe non siano state massacrate". Armes accreditò ai suoi ufficiali un "... senso del dovere e freddezza sotto il fuoco".
Nel 1869, nel corso della guerra del Paraguay nell'America Meridionale i difensori paraguaiani formarono un quadrato verso la fine della battaglia di Acosta Ñu. Questo quadrato, formato troppo tardi, fu rotto dalla cavalleria brasiliana.
Il quadrato andò in disuso nella seconda metà del XIX secolo con l'avvento delle moderne armi da fuoco automatiche o semiautomatiche, che resero le formazioni dense pericolose di fronte al notevole aumento della potenza di fuoco, contemporaneamente al declino parallelo della cavalleria usata come arma di sfondamento.

### Approfondimenti
- (EN)   Pierce Darrow, Part IV Comprising the movement of a battalion and the firings, in National Militia Standard, Embracing the Discipline of Infantry, Light Infantry, Riflemen, Light Artillery, Horse Artillery, Cavalry: Prepared in Conformity to Gen. Scott's Regulations for the Army, Established by Congress, Second, Oliver D. Cooke, 1821.
  - Manovra 29: (EN)  Formare le ali di un quadrato da una formazione scalare
- *Manovra 30: (EN)  Ridurre un quadrato per passare a una formazione in linea
  - Manovra 31:  (EN) Formare un quadrato di battaglione da una formazioenin linea
  - Manovra 32: (EN)  Formare il quadrato con le ali partendo da una colonna di plotoni
  - Manovra 33: (EN)  Ridurre i quadrati dalle ali e formare la colonna di marcia
  - Manovra 34: (EN) Formare un quadrato cavo di battaglione partendo da una colonna di plotoni aperta in marcia
  - Manovra 35: (EN)  Ridurre un quadrato cavo per formare una colonna